# Железнов, Николай Иванович
Никола́й Ива́нович Железно́в (16 [28] октября 1816, Санкт-Петербург — 15 [27] января 1877, Санкт-Петербург) — русский ботаник и агроном

, физиолог растений.
Профессор Московского университета (с 1847 года), академик Императорской Санкт-Петербургской Академии наук (с 1857), организатор и первый директор Петровской земледельческой и лесной академии в Москве (1861‒1869). Первый президент Российского общества садоводства (с 1858).
Провёл первые в России исследования по эмбриологии растений, положил начало работам по физиологии растений в Петербургской Академии наук, занимался вопросами растениеводства (в частности, хмелеводства).
Он был первым представителем онтогенетического направления в российской ботанике и одним из первых представителей этого направления среди европейских учёных

## Биография
Родился 23 октября (4 ноября) 1816 года в дворянской семье Железновых; отец — коллежский советник (впоследствии тайный советник) Иван Григорьевич Железнов; мать — Екатерина Михайловна (урождённая Леман). Один из его братьев — Михаил Иванович Железнов (1825—1880), художник-портретист и искусствовед, ученик К. П. Брюллова. Другой брат — Григорий Иванович Железнов (1822(?)—1853), морской офицер — лейтенант, адъютант вице-адмирала В. А. Корнилова, погиб в первые дни Крымской войны.
С 1827 года учился в Горном кадетском корпусе в Санкт-Петербурге; в мае 1834 года перешёл на физико-математический факультет Санкт-Петербургского университета, который вскоре, по новому университетскому уставу был преобразован во 2-е отделение философского факультета. В университете под влиянием профессора С. С. Куторги он стал заниматься естественными науками: зоологией и ботаникой, особенно физиологией растений. Летом 1837 года вместе со своим другом Кесслером занимался научными исследованиями в Финляндии.
После окончания университета со степенью кандидата в 1838 году Железнов был причислен к учёной экспедиции, присоединившейся к хивинской войне, но экспедиция была внезапно отменена. Затем он был назначен в число членов французской полярной экспедиции, но после выезда из Петербурга начальника экспедиции натуралиста Ж-П. Гемара участие в экспедиции русских учёных было отклонено. В период отсутствия Железнова, его место на кафедре ботаники в Санкт-Петербургском университете было замещено И. О. Шиховским, переведённым из Московского университета. В мае 1841 года он вынужденно поступил на службу чиновником Департамента мануфактуры и внутренней торговли.
Несмотря на эти неудачи, Железнов упорно занимался наукой. Получил степень магистра за сочинение «О развитии цветка и яичка в растении Tradescantia virginica L.» (1840), степень доктора естественных наук, за диссертацию «О происхождении зародыша и теориях происхождения растений» об эмбриологии высших растений (1842). По тому же предмету им была проведена ещё одна работа о развитии цветка персика. Значение эмбриологических работ было по достоинству оценено только в конце 1830-х годах Шлейденом. Железнов первым после Шлейдена выступил с подобными работами.
В 1842 году он был командирован за границу для приготовления к занятию кафедры сельского хозяйства, слушал лекции в Гогенгеймском агрономическом институте, учебных заведениях Швеции и Франции, стажировался на опытных фермах в Германии, осматривал хозяйства Северной Франции, Бельгии, Голландии, Англии, Шотландии, Австрии, Италии; в период путешествий изучал обработку льна, сыроделание, шелководство, виноводство, рисоводство; с декабря 1844 года он занимался в Парижской консерватории ремёсел и искусств (слушал курсы политической экономии, технологической химии сельского хозяйства) и в Сорбонне (лекции по общей химии).

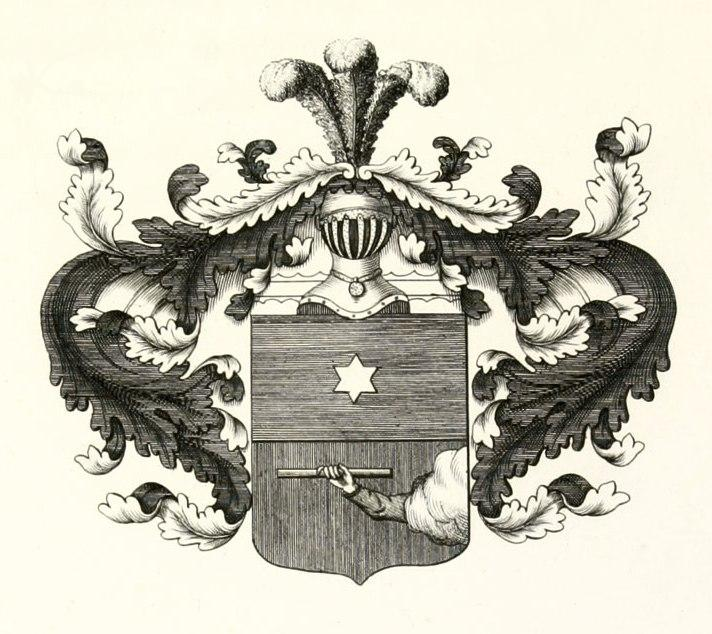
Памятник Н. И. Железнову на территории Тимирязевской академии

По возвращении в Россию (ноябрь 1845) он был назначен адъюнктом кафедры сельского хозяйства Санкт-Петербургского университета; читал курс лесоводства. Летом 1846 года был командирован в центральные губернии России и Поволжье для изучения состояния сельскохозяйственной промышленности; в этой поездке он составил коллекцию образцов чернозёма. Член Московского общества исследователей природы (с 1847).
Осенью 1847 года переведён на должность экстраординарного профессора (с 1850 — ординарного) кафедры сельского хозяйства и лесоводства Московского университета, где сменил безвременно погибшего Я. А. Линовского. С тех пор Железнов посвятил себя сельскому хозяйству, не оставляя, однако, ботаники и присоединив ещё и метеорологию.
В 1853 году Железнов покинул Московский университет, будучи избран адъюнктом Императорской Санкт-Петербургской Академии наук по физиологии растений, а в 1857 году — экстраординарным академиком. Для проведения исследований влияния внешних условий на рост и развитие важнейших сельскохозяйственных растений, из-за отсутствия в Академии наук физиологической лаборатории, Железнов с конца 1855 года поселился в своём имении Нароново в Крестецком уезде Новгородской губернии. Живя здесь до 1861 года, он приезжал в Санкт-Петербург только на заседания в Академию наук.
В 1847 году, 9 июля Николай Иванович Железнов женился на дочери В. Н. Зиновьева Вере Васильевне, которая была его пятнадцатым ребёнком и десятым от второго брака с Устинией Фёдоровной Брейткопф. По завещанию отца Вера получила в Новгородской губернии в Высокоостровском погосте деревню Нароново с прилежащими деревеньками, что составляло 11358 десятин земли и 669 душ крестьян. В Наронове Н. И. Железнов построил гончарный завод для производства труб из обожжённой глины, которые использовались для дренажной системы, а в Матвейково им была устроена метеорологическая станция и построен барский дом, в котором он соорудил водопровод с закачкой воды из дренажных труб, которой хватало не только для питья, но и для красивого фонтана в парке перед домом. Произведённые Железновым опыты по выращиванию растений на мелиорированных почвах дали блестящие результаты. После их публикации Н. И. Железнов получил в 1857 году от Вольного экономического общества Большую золотую медаль.
Железнов принимал деятельное участие в деле освобождения крестьян от крепостной зависимости. Он был представителем от правительства и одновременно, уже после избрания, членом редакционной комиссии и делопроизводителем комитета. С 1858 по 1861 год на долю Железнова выпала тяжёлая обязанность борьбы за идею о наделении освобождаемых крестьян землёй. В этой борьбе он нажил себе много врагов, но твёрдо постоял за правду и тем несомненно заслужил горячую благодарность потомства.
В 1861 году Железнов стал первым директором Петровской земледельческой и лесной академии в Москве. Эту должность он занимал до весны 1869 года, когда вышел в отставку. С 8 мая 1861 года он состоял в чине действительного статского советника. По его же инициативе одновременно с открытием академии 3 декабря 1865 года начала свою работу научная библиотека.
Переехав в Санкт-Петербург, он продолжил научные исследования в области эмбриологии и физиологии растений; с мая 1869 года он состоял членом Совета Министерства государственных имуществ.
Умер скоропостижно 15 (27) января 1877 года в Санкт-Петербурге, где и был похоронен. В дальнейшем, когда его вдова Вера Васильевна и сын Василий построили в усадьбе Матвейково церковь, прах Николая Ивановича был перенесён в фамильный склеп под этой церковью, где были похоронены его дети, а потом и сами Вера Васильевна и Василий Николаевич. Церковь, в усыпальнице которой покоился и прах учёного, впоследствии была взорвана, а само место погребения на многие годы оказалось сокрытым под рухнувшими обломками и выросшей растительностью. В 2006 году силами энтузиастов проводились работы по обнаружению и благоустройству места захоронения Н. И. Железнова, были установлены памятная плита и крест.
У Н. И. Железнова родились два сына и две дочери: Екатерина (1848—1859), Эмилия (1851—?), Григорий (1854—1859) и Василий (1857—1908).
Биографы отмечали, что он хорошо рисовал.

## Память
В 1967 году решением Совета Министров РСФСР от 14 апреля № 268 Центральной научной библиотеке было присвоено звание имени Н. И. Железнова. 12 декабря 2006 года на Лиственничной аллее (б. Петровский просп.) перед входом в ЦНБ был установлен памятник Н. И. Железнову работы скульптора Матюшина Л. Н..
Именем Железнова был назван австралийский род растений Geleznowia Turcz. (1849) — Железновия.